# Ландульф III
Ландульф III (†968), князь Капуанський як Ландульф V і князь Беневентський (959—968), співправитель (940—943) разом з батьком Ландульфом II і братом Пандульфом Залізною Головою, а з 961 лише з братом.
Після смерті батька правили з братом, проте Пандульф Залізна Голова відігравав головну роль у князівстві. Фактично Ландульф III став правити в Капуї.
У 967 імператор Священної Римської імперії Оттон I Великий прибув до Риму і подарував Пандульфу вакантний титул герцога Сполетського та зобов'язав його вести війну проти візантійців. Пандульф і Ландульф почали військові дії у 968, проте молодший брат захворів і помер, залишивши 2 синів: Пандульфа II і Ландульфа. Проте, Пандульф I позбавив своїх племінників власності і став правити одноособово, відновивши військові дії проти візантійців.